# Edoardo Giuseppe Rignon
Edoardo Giuseppe Rignon, conte di Marmorito (Torino, 14 settembre 1808 – Parigi, 16 febbraio 1853), è stato un nobile, diplomatico e politico italiano, al servizio del Regno di Sardegna.

## Biografia

### Giovinezza ed ascesa
Figlio di Gaspare Felice di famiglia piemontese di banchieri ed Enrichetta Radicati, diventò Conte di Marmorito l'11 aprile 1827 tramite intercessione del suocero marchese Vittorio Pilo Boyl allora amico del re Carlo Felice di Sardegna.  

### Carriera politica
Il 3 aprile 1848 venne eletto Senatore del Regno di Sardegna e tra lo stesso anno e l'anno successivo Inviato straordinario e ministro plenipotenziario in Olanda e in Belgio.

### Matrimonio
Sposò la nobile sarda Maria Cristina Pilo Boyl di Putifigari, figlia del marchese Vittorio e della nobile Maddalena Vacca Salazar.
Il figlio Felice fu senatore del Regno d'Italia e sindaco di Torino.

## Discendenza
Edoardo Giuseppe Rignon e Maria Cristina Pilo Boyl ebbero due figli:
- Felice, fu senatore del Regno d'Italia e sindaco di Torino;
- Enrico.